# Chemistry Letters
Die Chemistry Letters (nach ISO 4 abgekürzt Chem. Lett.) ist eine internationale, chemische Fachzeitschrift, die von der Chemical Society of Japan herausgegeben wird. Sie ist auf schnelle Veröffentlichung von Forschungsergebnissen und wichtigen Übersichtsartikeln spezialisiert. Es werden alle Bereiche der Chemie berücksichtigt.
Ursprünglich wurden Artikel auf Englisch, Japanisch, Deutsch und Französisch abgedruckt. Seit 1987 werden nur noch englischsprachige Artikel angenommen. Die maximale Seitenanzahl für eingereichte Artikel war anfangs sechs, wurde über die Jahre auf vier reduziert.
Der Impact Factor lag im Jahr 2020 bei 1,389. Nach der Statistik des Web of Science wird das Journal mit diesem Impact Factor in der Kategorie multidisziplinäre Chemie an 135. Stelle von 178 Zeitschriften geführt.